# Knudsø
Knudsø er en østjysk sø, som ligger umiddelbart nord for Ry. Den er 191 ha stor, har dybder på op til 29 m og har en middeldybde på 13,4 m. Den er således én af Danmarks dybeste søer.
Knudsø er omgivet af skovklædte bakker, men også af bebyggelse i form af både helårshuse og fritidshuse.
Knudsø indgår i Gudenåsystemet og modtager den største vandmængde fra Knud Å, der kommer fra Ravnsø ca. 4 km østligere. Afløbet går til Birksø.
I 2015 fandt dykkere knogler af en jernaldermand.
56°6′N 9°46′Ø / 56.100°N 9.767°Ø